# Chiny w ogniu
Chiny w ogniu (Ręce precz od Chin) (ros. Китай в огне (руки прочь от Китая!), Kitaj w ognie (ruki procz ot Kitaja!)) – radziecki propagandowy czarno-biały film animowany z 1925 roku w reżyserii Nikołaja Chodatajewa, Zienona Komissarienko i Jurija Mierkułowa. Film protestuje przeciwko obcej ingerencji w sprawy Chin. Wspiera chińską rewolucję. Powstał na prośbę wspólnoty "Ręce precz od Chin". Zadaniem filmu było propagowanie komunizmu.
Film wchodzi w skład serii płyt DVD Animowana propaganda radziecka (cz. 3: Kapitalistyczne rekiny).

## Opis
Plakat filmowy składający się z trzech części.
Film kreuje wizerunek kapitalisty jako opasłego dostojnika, miłośnika pieniądza wykorzystującego klasę robotniczą, który spiskuje przeciwko osiągnięciom rewolucji proletariackiej. Kapitaliści zostali przedstawieni również jako główni podżegacze wojenni i wrogowie ideologiczni.

## Animatorzy
Nikołaj Chodatajew, Olga Chodatajewa, Zienon Komissarienko, Jurij Mierkułow, Iwan Iwanow-Wano, Walentina Brumberg, Zinaida Brumberg, Ludmiła Błatowa